# Bouscarle russule
Locustella luteoventris
Espèce
Statut de conservation UICN

 LC  : Préoccupation mineure
La Bouscarle russule (Locustella luteoventris, anciennement Bradypterus luteoventris) est une espèce d'oiseaux de la famille des Locustellidae.

## Répartition
Son aire s'étend de l'est de l'Himalaya à travers le nord de l'Indochine et le sud de la Chine.

## Habitat
Son habitat naturel est les forêts boréales en été et les forêts tropicales et subtropicales en hiver.